# Новая Жизнь (платформа)
Но́вая Жизнь (нормативное название — Но́вое Житьё, бел. Новае Жыццё) — железнодорожный остановочный пункт Минского отделения Белорусской железной дороги на линии Минск — Орша. Расположен в городе Крупки — административном центре Крупского района Минской области, между станциями Крупки и Бобр на аналогичном перегоне.

## История
Остановочный пункт был построен и введён в эксплуатацию в 1951 году на железнодорожной магистрали Москва — Минск — Брест и получил название по посёлку Новая Жизнь, который был включен в городскую черту Крупок в 2020 году. В 1981 году остановочный пункт был электрифицирован переменным током (~25 кВ) в составе участка Борисов — Орша-Центральная.

## Инфраструктура
Через остановочный пункт проходят два магистральных пути. Станция представляет собою две боковые платформы прямой формы, имеющие длину по 195 метров каждая. Пересечение железнодорожных путей осуществляется по двум наземным пешеходным переходам, оснащёнными предупреждающими плакатами. Пассажирский павильон и билетная касса (работает с 5:30 до 21:30 часов ежедневно) расположены на платформе в направлении Минска.

## Пассажирское сообщение
Ежедневно через станцию проходят и останавливаются электропоезда региональных линий эконом-класса (пригородные электрички), следующие до станций, расположенных в Минске: Минск-Пассажирский, Минск-Восточный, о.п. Институт культуры (5—6 рейсов в день). До станции Орша-Центральная отправляются 5 рейсов в день, периодически вводятся нерегулярные рейсы до станции Славное. Интервал между отправлениями составляет от 2-х до 4-х часов, время в пути до Орши составляет 1 час 29 минут, до Борисова — 41 минуту, до станции Минск-Пассажирский — 2 часа 17 минут.
На выходе с платформ расположено разворотное кольцо и автобусная остановка с ежедневными отправлениями маршрутов автобуса городского и пригородного сообщения.